# Marlen Reusser
Marlen Reusser (Jegenstorf, 20 de septiembre de 1991) es una deportista suiza que compite en ciclismo en la modalidad de ruta.
Participó en los Juegos Olímpicos de Tokio 2020, obteniendo una medalla de plata en la prueba de contrarreloj. En los Juegos Europeos de Minsk 2019 obtuvo una medalla de oro en la misma prueba.
Ganó cinco medallas en el Campeonato Mundial de Ciclismo en Ruta entre los años 2020 y 2023, y cinco medallas en el Campeonato Europeo de Ciclismo en Ruta entre los años 2020 y 2023.

## Medallero internacional
| Juegos Olímpicos   | Juegos Olímpicos       | Juegos Olímpicos  | Juegos Olímpicos                |
| Año                | Lugar                  | Medalla           | Competición                     |
| ------------------ | ---------------------- | ----------------- | ------------------------------- |
| 2020               | Tokio (Japón)          | Medalla de plata  | Contrarreloj                    |
| Campeonato Mundial |                        |                   |                                 |
| Año                | Lugar                  | Medalla           | Competición                     |
| 2020               | Imola (Italia)         | Medalla de plata  | Contrarreloj                    |
| 2021               | Flandes (Bélgica)      | Medalla de plata  | Contrarreloj                    |
| 2022               | Wollongong (Australia) | Medalla de oro    | Contrarreloj por relevos mixtos |
| 2022               | Wollongong (Australia) | Medalla de bronce | Contrarreloj                    |
| 2023               | Glasgow (Reino Unido)  | Medalla de oro    | Contrarreloj por relevos mixtos |
| Juegos Europeos    |                        |                   |                                 |
| Año                | Lugar                  | Medalla           | Competición                     |
| 2019               | Minsk (Bielorrusia)    | Medalla de oro    | Contrarreloj                    |
| Campeonato Europeo |                        |                   |                                 |
| Año                | Lugar                  | Medalla           | Competición                     |
| 2020               | Plouay (Francia)       | Medalla de plata  | Contrarreloj por relevos mixtos |
| 2020               | Plouay (Francia)       | Medalla de bronce | Contrarreloj                    |
| 2021               | Trento (Italia)        | Medalla de oro    | Contrarreloj                    |
| 2022               | Múnich (Alemania)      | Medalla de oro    | Contrarreloj                    |
| 2023               | Drenthe (Países Bajos) | Medalla de oro    | Contrarreloj                    |

## Palmarés
| 2017 - Campeonato de Suiza Contrarreloj - 2.ª en el Campeonato de Suiza en Ruta 2019 - Ljubljana-Domžale-Ljubljana TT - Juegos Europeos Contrarreloj - Campeonato de Suiza Contrarreloj - Campeonato de Suiza en Ruta 2020 - Campeonato de Suiza Contrarreloj - 3.ª en el Campeonato Europeo Contrarreloj - 2.ª en el Campeonato Mundial Contrarreloj 2021 - Campeonato de Suiza Contrarreloj - Campeonato de Suiza en Ruta - 2.ª en los Juegos Olímpicos en contrarreloj - 1 etapa del Simac Ladies Tour - 1 etapa de la Ceratizit Challenge by La Vuelta - Campeonato Europeo Contrarreloj - 2.ª en el Campeonato Mundial Contrarreloj - Chrono des Nations | 2022 - 1 etapa del Tour de Francia Femenino - Campeonato Europeo Contrarreloj - 3.ª en el Campeonato Mundial Contrarreloj 2023 - Gante-Wevelgem - Vuelta al País Vasco, más 1 etapa - Vuelta a Suiza, más 1 etapa - Campeonato de Suiza en Ruta - 1 etapa del Tour de Francia Femenino - Campeonato Europeo Contrarreloj 2024 - Setmana Ciclista Valenciana, más 1 etapa 2025 - Trofeo Palma - 2.ª en la Vuelta a España - Vuelta a Burgos Féminas, más 2 etapas - Vuelta a Suiza, más 2 etapas - Campeonato de Suiza Contrarreloj - 2.ª en el Giro de Italia, más 1 etapa |